# 耶律章奴
耶律章奴（？—1115年），遼朝末年反遼將領，字特末衍，又作耶律張家奴，皇族季父房之後，耶律查剌的兒子。
耶律章奴明敏善談，遼道宗大安年間入仕，補牌印郎君。1101年，天祚帝任他為右中丞、兼領牌印宿直事。1106年，降職知內客省事。1114年，授東北路統軍副使。1115年，改同知咸州路兵馬事。同知南院樞密使事。隨天祚帝征女真，見到天祚帝屢敗，於是想要立魏國王耶律淳為皇帝，耶律淳不同意。他在八月起兵反叛，攻打上京，在祖州祭祀遼太祖廟，表示起兵復興大遼。西至慶州、饒州渤海人和遼中京的義軍投附，擁軍數萬。後爲順國女真阿鶻產擊敗，他要逃到女真國，被人抓獲，送到天祚帝行宮處死。

## 传記資料
- 《遼史》 列传第三十